# Takumi-kun series 2 - Niji iro no garasu
Takumi-kun series 2 - Niji iro no garasu (タクミくんシリーズ2「虹色の硝子」?, Takumi-kun series 2 - Niji iro no garasu, lett. "Arcobaleno in vetro colorato" o "Un bicchiere dagli stessi colori dell'arcobaleno") è il secondo live action yaoi tratto dall'omonima serie di light novel shōnen'ai di Shinobu Gotō.

## Trama
Grazie al profondo affetto e all'amore di Giichi, Takumi ha superato quasi completamente la sua fobia. I due fanno ufficialmente coppia fissa e tutti gli studenti dell'istituto maschile li additano e ne parlano. Takumi riesce un po' alla volta addirittura a far amicizia anche con altri tra i suoi compagni di scuola, soprattutto uno, Tooru: questi è del 1º anno ed ha preso a veder Giichi sempre più come suo senpai.
Alla festa di Halloween però farà irruzione, oltre l'atmosfera giocosa, anche un nuovo sentimento, la gelosia. L'apparente cambiamento nel cuore di Giichi renderà triste e dubbioso Takumi; forse l'amico e fidanzato s'è stancato di lui e gli ha preferito il nuovo allievo. Ma la realtà è molto più diversa e sconvolgente...